# Остроленка (Свентокшиське воєводство)
Остроленка (пол. Ostrołęka) — село в Польщі, у гміні Самбожець Сандомирського повіту Свентокшиського воєводства.
Населення — 252 особи (2011).
У 1975—1998 роках село належало до Тарнобжезького воєводства.

## Демографія
Демографічна структура на день 31 березня 2011 року:
|          | Загалом | Допрацездатний вік | Працездатний вік | Постпрацездатний вік |
| -------- | ------- | ------------------ | ---------------- | -------------------- |
| Чоловіки | 128     | 20                 | 88               | 20                   |
| Жінки    | 124     | 18                 | 73               | 33                   |
| Разом    | 252     | 38                 | 161              | 53                   |